# Baldiri Aleu i Torres
Baldiri Aleu i Torres (Sant Boi de Llobregat, 1894 — Sant Boi de Llobregat, juny de 1975) fou un jugador i pioner de la pràctica del rugbi a Catalunya. També fou el fundador de la Unió Esportiva Santboiana l'any 1921, club degà d'aquest esport a Catalunya.
Va estudiar veterinària a la Universitat de Tolosa de Llenguadoc, on aprengué les normes i la pràctica del rugbi. Un cop va acabar els estudis, tornà a Sant Boi i juntament amb diversos amics seus de la tertúlia de Cal Ninyo arrendaren un terreny prop de la riba del Llobregat, conegut com el Camp del Riu i fundaren la UE Santboiana, del qual en fou president entre 1921 i 1936.
Com a homenatge pòstum, el camp de rugbi i el complex esportiu de la seva ciutat porten el seu nom.
L'any 1922, Baldiri Aleu publicava un manifest titulat "Entorn del foot-ball rugby" al diari La Veu de Catalunya.